# Петра Камстра
Петра Камстра (нід. Petra Kamstra; нар. 18 березня 1974) — колишня нідерландська тенісистка.
Найвищу одиночну позицію світового рейтингу — 70 місце досягла 2 жовтня 1995, парну — 97 місце — 6 листопада 1995 року.
Здобула 2 одиночні та 1 парний титул.
Найвищим досягненням на турнірах Великого шолома було 4 коло в одиночному розряді.
Завершила кар'єру 1998 року.

## Фінали Туру WTA

### Парний розряд 1 (1–0)
| Легенда: перед 2009 роком  | Легенда: починаючи з 2009 року |
| -------------------------- | ------------------------------ |
| Турніри Великого шлему (0) |                                |
| Чемпіонати WTA (0)         |                                |
| Tier I (0)                 | Premier Mandatory (0)          |
| Tier II (0)                | Premier 5 (0)                  |
| Tier III (0)               | Premier (0)                    |
| Tier IV & V (0)            | International (0)              |

| Результат | Ранг | Дата          | Турнір                                      | Покриття | Партнерка   | Суперниці              | Рахунок       |
| Перемога  | 1.   | 8 жовтня 1995 | Commonwealth Bank Tennis Classic, Індонезія | Тверде   | Тіна Кріжан | Нана Міяґі Стефані Ріс | 2–6, 6–4, 6–1 |

## Фінали ITF

### Фінали в одиночному розряді (2-4)
| турніри $100,000 |
| турніри $75,000  |
| турніри $50,000  |
| турніри $25,000  |
| турніри $10,000  |

| Результат | Ранг | Дата           | Турнір              | Покриття | Суперниця у фіналі   | Рахунок у фіналі |
| Перемога  | 1.   | 17 липня 1989  | Коксейде, Бельгія   | Ґрунт    | Гелен ван ден Берґ   | 7–5, 7–5         |
| Поразка   | 2.   | 15 жовтня 1990 | Мадейра, Португалія | Тверде   | Забіне Герке         | 1–6, 1–6         |
| Перемога  | 3.   | 22 жовтня 1990 | Бенін-Сіті, Нігерія | Тверде   | Сара Бентлі          | 6–0, 7–5         |
| Поразка   | 4.   | 24 травня 1993 | Бриндізі, Італія    | Ґрунт    | Іріна Спирля         | 1–6, 7–5, 3–6    |
| Поразка   | 5.   | 7 червня 1993  | Гавр, Франція       | Ґрунт    | Людмила Ріхтерова    | 7–6, 3–6, 4–6    |
| Поразка   | 6.   | 14 серпня 1995 | Карфаген, Туніс     | Ґрунт    | Марія Фернанда Ланда | 2–3 ret.         |

### Парний розряд Фінали (2-2)
| Результат | Ранг | Дата           | Турнір              | Покриття | Партнерка             | Суперниця                           | Рахунок       |
| --------- | ---- | -------------- | ------------------- | -------- | --------------------- | ----------------------------------- | ------------- |
| Поразка   | 1.   | 15 жовтня 1990 | Мадейра, Португалія | Тверде   | Моніка Мраз           | Кора Ліннеман Стефані Майоркіс      | 4–6, 5–7      |
| Перемога  | 2.   | 25 травня 1992 | Ашкелон, Ізраїль    | Тверде   | Ілана Бергер          | Мішель Андерсон Лімор Зальтц        | 6–2, 2–6, 6–4 |
| Перемога  | 3.   | 24 травня 1993 | Бриндізі, Італія    | Ґрунт    | Лара Біттер           | Ангела Керек Іріна Спирля           | 7–5, 4–6, 6–2 |
| Поразка   | 4.   | 12 липня 1993  | Віго, Іспанія       | Тверде   | Лінда Німантсвердрієт | Марія Фернанда Ланда Софія Празеріс | 6–7, 6–3, 6–7 |